# Skrzypowate
Skrzypowate (Equisetaceae) – jedna z rodzin rzędu skrzypowców, jedyna z przedstawicielami występującymi współcześnie. Jedynym jej współczesnym przedstawicielem jest rodzaj skrzyp Equisetum. Ze śladów kopalnych rodzina znana jest w mniejszym stopniu od spokrewnionych kalamitowatych, ale istnieje hipoteza, że współwystępowała już z nimi w karbonie. Z drugiej strony analizy filogenetyczne wskazują na to, że rodzina rozdzieliła się od siostrzanych Neocalamitaceae w permie.

## Morfologia
Rośliny o pędach osiągających od kilkunastu cm do ok. 2 m wysokości, rzadko u przedstawicieli z neotropików do 8 m, okazałych także u przedstawicieli kopalnych z dewonu, o słabo zaznaczonym przyroście na grubość, zazwyczaj bez tkanek wtórnych. Ich liście są zredukowane, wyrastają w okółkach wokół węzłów pędu i zrastają się w pochwy. Liście zarodnionośne mają kształt tarczowaty i zebrane są w kłosy zarodnionośne. W kłosach brak liści płonnych, obecnych u kalamitowatych.

## Systematyka
Pozycja systematyczna według PPG I (2016)
Rodzina z rzędu skrzypowców Equisetales i podklasy skrzypowych z klasy paprociowych Polypodiopsida.
Zalicza się tu zwykle jeden współczesny rodzaj, ew. także rodzaj kopalny:
- skrzyp Equisetum L.

Rośliny kopalne z tej rodziny klasyfikowane są zwykle jako morfotakson Equisetites. Należą tu zróżnicowane morfologicznie rośliny znane z różnych kontynentów, znajdowane głównie w skałach triasowych i młodszych, ale rzadko także już karbońskich. W analizach filogenetycznych jako jeden z rodzajów kopalnych zagnieżdżony w grupie z Equisetum i Equisetites jest także rodzaj Spaciinodum.